# Maarja Kivi
Maarja Kivi, född 18 januari 1986 i Tallinn, Estland, är en estländsk musiker, och var tidigare medlem i musikgruppen Vanilla Ninja. 
Hennes föräldrar heter Riina och Madis Kivi. Hon har också två systrar, Helen och Kristi, och en bror, Vahur.
Hon började sin karriär genom att tävla i en estnisk musiktävling 2002 som heter Eurolaul för att kunna hitta en plats i Eurovision Song Contest. Senare samma år, blev hon en av originalmedlemmarna i Vanilla Ninja där hon sjöng och spelade bas i de flesta låtarna på deras första skivor Vanilla Ninja och Traces of Sadness. Hon lämnade senare bandet år 2004, och ersättes av Triinu Kivilaan. 